# Prince Rupert (Colombie-Britannique)
Pour les articles homonymes, voir Prince Rupert.
Prince Rupert est une ville portuaire canadienne du littoral nord de la Colombie-Britannique, établie non loin de l'Alaska sur l'île Kaien.
Elle est le chef-lieu et la principale ville du district régional de North Coast avec 12 300 habitants en 2021. Fondée en 1906 en pays Tshimshian, la ville devient en 1912 le terminus d'un chemin de fer transcontinental qui traverse la chaîne Côtière par la vallée de la Skeena. Elle est aussi le terminus de la route transcanadienne 16. Le trafic du port, principale activité de la cité, atteint 25 millions de tonnes de fret en 2021 et attend 60 000 passagers en 2022. Située face au détroit d'Hécate et au pied des montagnes, la ville connaît un climat tempéré très humide.

## Histoire
L'emplacement de la municipalité constituait le terminus ouest de la ligne de chemin de fer transcontinentale de la société Grand Trunk Pacific Railway. Les dirigeants de cette compagnie organisèrent en 1906 un concours avec une prime de 250 dollars pour choisir le nom qui serait attribué à la cité. C'est le nom du Prince Rupert, premier gouverneur de la Compagnie de la Baie d'Hudson qui sera finalement choisi.
En mars 1910, la ville naissante est constituée en municipalité avec le statut de cité. Deux ans plus tard, elle devient avec l'achèvement de la ligne du Grand Tronc Pacifique le terminus d'un chemin de fer transcontinental ,. En 1933, en lien avec la crise économique des années 1930, la ville fait faillite, et le gouvernement provincial nomme W.J. Alder commissaire chargé des affaires municipales. Les institutions municipales ne seront restaurées qu'en octobre 1942.

## Géographie

### Situation
Prince Rupert se situe sur l'île Kaien sur la côte nord de la province canadienne de Colombie-Britannique à proximité immédiate du continent dont elle n'est séparée que par d'étroits chenaux au sud, à l'est et au nord. Les zones urbanisées s'étendent au nord de l'île. La ville est à 407 km de la pointe nord de l'île de Vancouver, à 90 km à l'est de l'archipel d'Haida Gwaii, à 53  km au sud de l'Alaska du sud-est et 25 km de l'estuaire du Skeena.

### Transport
La ville est le terminus continental de la route de Tête-Jaune, la transcanadienne 16, ainsi que du chemin de fer transcontinental du Grand Tronc Pacifique qui la relient au reste de la province et du Canada en empruntant la vallée du Skeena. Au sud de l'île Kaien, le pont ferroviaire de 200 m de long franchi les Zanardi Rapids, et le pont routier de 50 m de long franchi les Galloway Rapids.
Le port comprend plusieurs terminaux spécialisés :
- le terminal conteneur de Fairview,
- le terminal grain sur l'île Ridley,
- le terminal vrac de Trigon Pacific spécialisé dans l'export du charbon sur l'île Ridley,
- le terminal propane sur l'île Ridley
- le terminal vrac de l'île Watson,
- le terminal à granule de bois,
- le terminal passager domestique,
- le terminal passager croisière[4],[5].

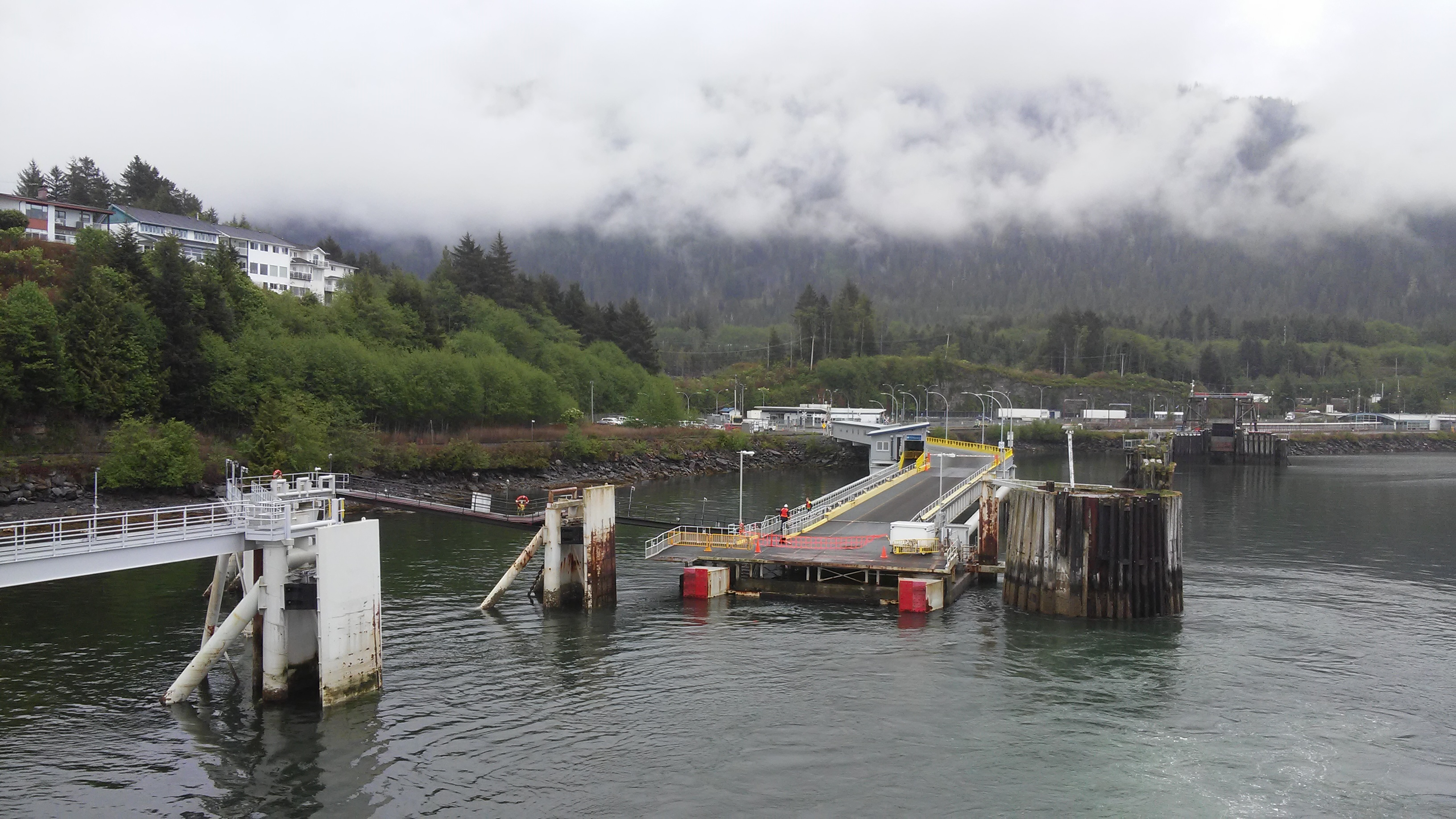
Terminal des traversiers de BC Ferries.

Les lignes de traversiers régionaux desservent Skidegate sur l'archipel Haida Gwaii ainsi que Port Hardy via Klemtu et Bella Bella par la compagnie BC Ferries. Une ligne régulière gérée par la compagnie Alaska Marine Highway dessert l'Alaska via Ketchikan et Juneau avec un terminus à Skagway. Localement un traversier géré par la ville de Prince Rupert dessert régulièrement l'île Digby où se localise l'aéroport et le village de Digby Cove,,.
L'aéroport de Prince Rupert est desservi par une liaison quotidienne avec Vancouver.

## Administration

### Municipalité

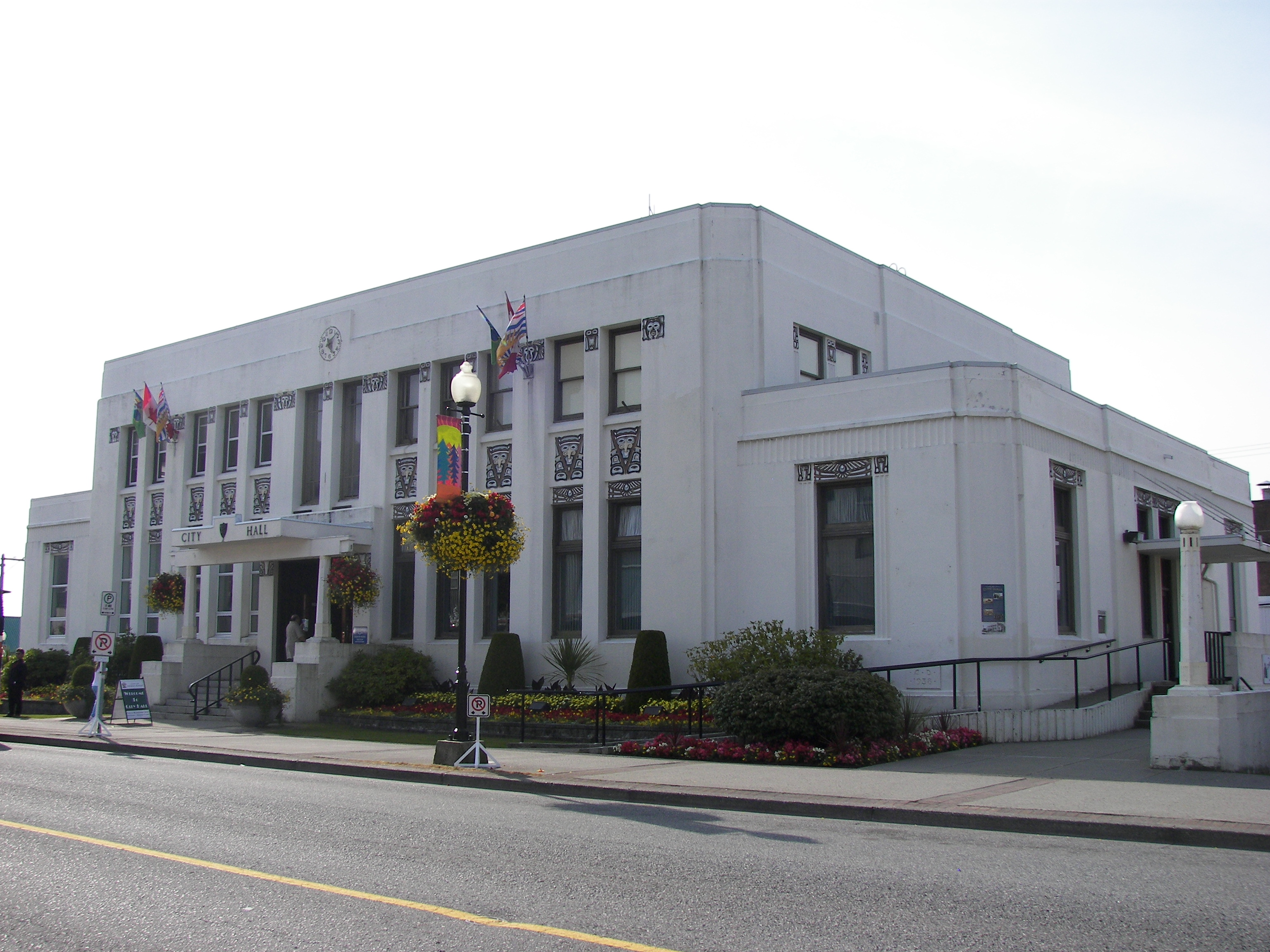
Hôtel de ville de Prince Rupert.

Prince Rupert est une municipalité au statut de cité (city). Le territoire municipal s'étend sur la totalité de l'île de Kaien y compris l'ancienne île Ridley ainsi que l'île Watson. Le territoire municipal comprend de plus une portion continentale sur la rive est du chenal du port de Prince Rupert. Elle est administrée par un conseil municipal élu pour 4 ans composé de 6 membres auxquels s'ajoute le maire. La ville fait partie du district régional de North Coast dont elle est le chef-lieu. Elle y nomme 2 des 10 directeurs qui y disposent de 7 droits de vote sur 15 pour les votes à majorité pondérée,,.
| 1958-1994    |  |  | 2010-2014     | 2014-2022, | 2022-2026 |
| ------------ |  |  | ------------- | ---------- | --------- |
| Peter Lester |  |  | Jack Mussalem | Lee Brain  | Herb Pond |

### Justice et police
Prince Rupert est le siège permanent d'un tribunal provincial (Provincial Court) qui dessert en itinérance les localités de Queen Charlotte et de Masset. La ville dispose aussi d'un tribunal supérieur (Supreme Court),. La gendarmerie royale du Canada dispose dans la ville d'un détachement qui dessert en outre les communautés côtières depuis Lax Kw'alaams au nord jusqu'à Klemtu au sud en passant par Metlakatla, Port Edward, Kitkalta et Hartley Bay.

## Économie

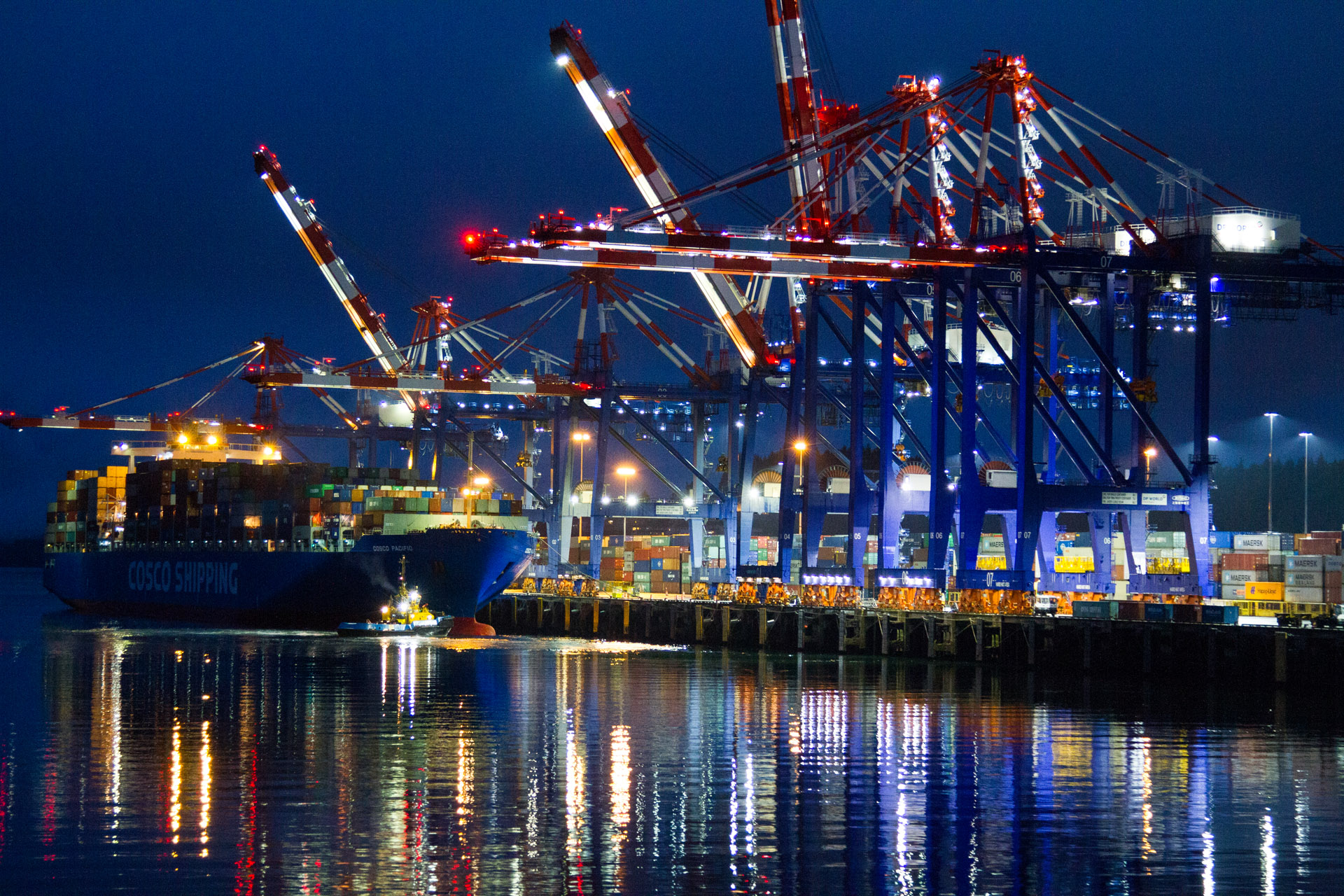
Le terminal conteneur de Prince Rupert.

L'économie de la ville est principalement fondée sur son port qui a géré plus de 25 millions de tonnes de marchandises en 2021. À cette date, le trafic conteneur représentait : 10,5 millions de tonnes, les hydrocarbures et le charbon : 9.1 millions de tonnes, les céréales et oléagineux : 3,6 millions de tonnes enfin le bois et les pellets représentaient : 1,8 million de tonnes. À côté du trafic de marchandise, le port connaît un important mais très variable trafic passager. Ce trafic dépasse ainsi les 100 000 passagers en 2008 mais seulement 3 600 en 2015, les prévisions portent sur 60 000 en 2022,,. Le port est desservi par des lignes régulières de traversiers, gérées par BC Ferries, à destination et en provenance de Port Hardy au nord de l'île de Vancouver et de Skidegate dans l'archipel de Haida Gwaii.
Le principal employeur de la ville a été entre 1951 et 2001 la papeterie Skeena Cellulose Pulp Mill sur l'île Watson, avec 700 employés.

## Climat
Prince Rupert a un climat hyper-océanique classé Cfb dans la classification de Köppen. Les hivers sont généralement doux avec des températures moyennes positives, cependant des épisodes de grands froids peuvent survenir. Les été sont frais avec des moyennes mensuelles inférieures à 15°C. Les précipitations sont très importantes, jamais inférieures à 100 mm en été et dépassant 300 mm au début de l'hiver avec un cumul annuel dépassant les 2,5 m.
| Mois                                  | jan.       | fév.       | mars       | avril     | mai       | juin      | jui.      | août     | sep.      | oct.       | nov.       | déc.       | année          |
| ------------------------------------- | ---------- | ---------- | ---------- | --------- | --------- | --------- | --------- | -------- | --------- | ---------- | ---------- | ---------- | -------------- |
| Température minimale moyenne (°C)     | −0,8       | −0,7       | 0,6        | 2,5       | 5,4       | 8,4       | 10,5      | 10,6     | 8         | 4,9        | 1,3        | −0,2       | 4,2            |
| Température moyenne (°C)              | 2,4        | 2,7        | 4,2        | 6,4       | 9         | 11,6      | 13,4      | 13,8     | 11,5      | 8          | 4,3        | 2,7        | 7,5            |
| Température maximale moyenne (°C)     | 5,6        | 6,1        | 7,7        | 10,2      | 12,6      | 14,7      | 16,2      | 17       | 14,9      | 11,1       | 7,3        | 5,5        | 10,8           |
| Record de froid (°C) date du record   | −24,4 1965 | −18,1 1986 | −17,2 1976 | −7,1 1990 | −3,7 2002 | 1,1 1963  | 0,6 1949  | 2,8 1969 | −2,2 1972 | −11,3 1984 | −20,6 1985 | −22,8 1968 | −24,4 4/1/1965 |
| Record de chaleur (°C) date du record | 17,8 1958  | 18,9 1938  | 20 1926    | 25,5 2005 | 29,4 1912 | 32,2 1958 | 30,6 1934 | 30 1916  | 27,2 1917 | 21,7 1937  | 20 1949    | 18,9 1962  | 32,2 6/6/1958  |
| Ensoleillement (h)                    | 40,1       | 65,2       | 103        | 145,8     | 171,1     | 154,5     | 149,7     | 149,7    | 115,7     | 72,4       | 43         | 32,1       | 1 242,1        |
| Précipitations (mm)                   | 252,9      | 167,1      | 188,4      | 169,6     | 137,5     | 108,7     | 118,7     | 169,1    | 266,3     | 373,4      | 306,9      | 271,7      | 2 530,4        |
| dont neige (cm)                       | 25,6       | 19,3       | 11,8       | 2,8       | 0,1       | 0         | 0         | 0        | 0         | 0,3        | 9,7        | 22,8       | 92,4           |
| Nombre de jours avec précipitations   | 22,5       | 18,5       | 21,7       | 19,6      | 18,3      | 17,3      | 17,5      | 17,5     | 19,8      | 24,2       | 23,8       | 22,8       | 243,5          |
| Humidité relative (%)                 | 78,5       | 71,5       | 68,1       | 67,7      | 71,2      | 75        | 77,6      | 77,7     | 76,1      | 77,5       | 77,6       | 80,2       | 74,9           |
| Nombre de jours avec neige            | 5          | 4,2        | 3,6        | 1,2       | 0,08      | 0         | 0         | 0        | 0,04      | 0,2        | 2,9        | 4,6        | 21,7           |

| Diagramme climatique                                  |              |             |              |              |              |               |             |            |              |             |              |
| J                                                     | F            | M           | A            | M            | J            | J             | A           | S          | O            | N           | D            |
| 5,6−0,8252,9                                          | 6,1−0,7167,1 | 7,70,6188,4 | 10,22,5169,6 | 12,65,4137,5 | 14,78,4108,7 | 16,210,5118,7 | 1710,6169,1 | 14,98266,3 | 11,14,9373,4 | 7,31,3306,9 | 5,5−0,2271,7 |
| Moyennes : • Temp. maxi et mini °C • Précipitation mm |              |             |              |              |              |               |             |            |              |             |              |

## Démographie
La population qui avoisine 17 000 habitants au début des années 1990 connaît une décroissance pour s'établir puis le milieu des années 2000 sous les 13 000 habitants. 38% des habitants revendiquent une ascendance autochtone, 55% une ascendance européenne et 12% une ascendance asiatique (y du compris le sous-continent indien).
| 1991   | 1996   | 2001   | 2006   | 2011   | 2016   | 2021   |
| ------ | ------ | ------ | ------ | ------ | ------ | ------ |
| 16 620 | 16 714 | 14 643 | 12 815 | 12 508 | 12 220 | 12 300 |

## Personnalité
- Duff Patullo, (1873-1956), homme politique, ancien maire de Prince Rupert et Premier ministre de Colombie-Britannique.

## Photos

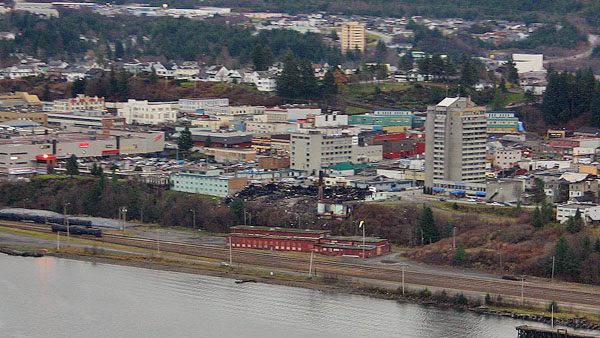
Centre-ville de Prince Rupert.
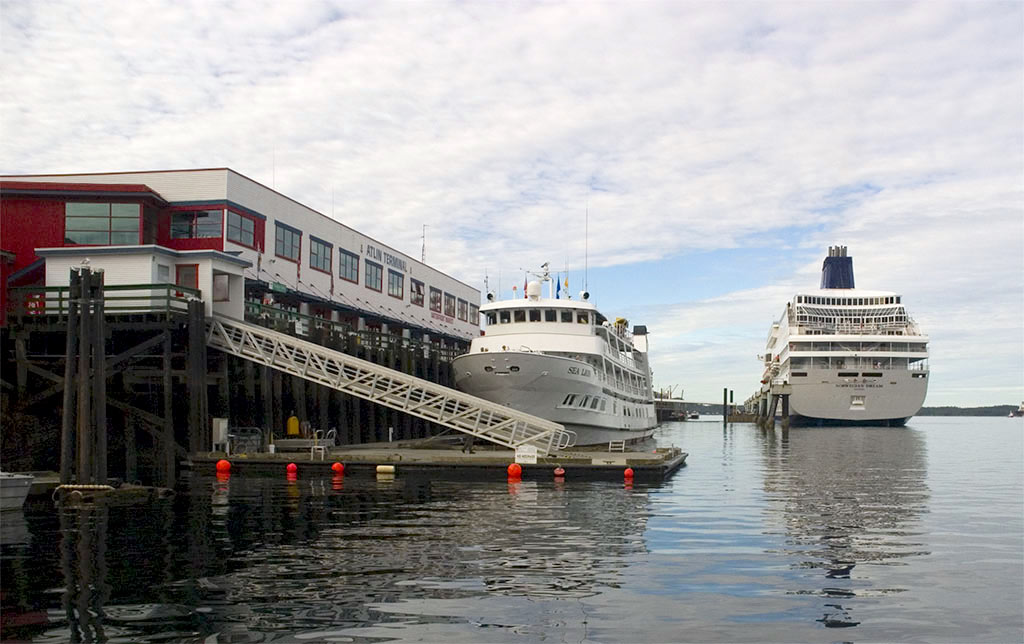
Terminal passagers.
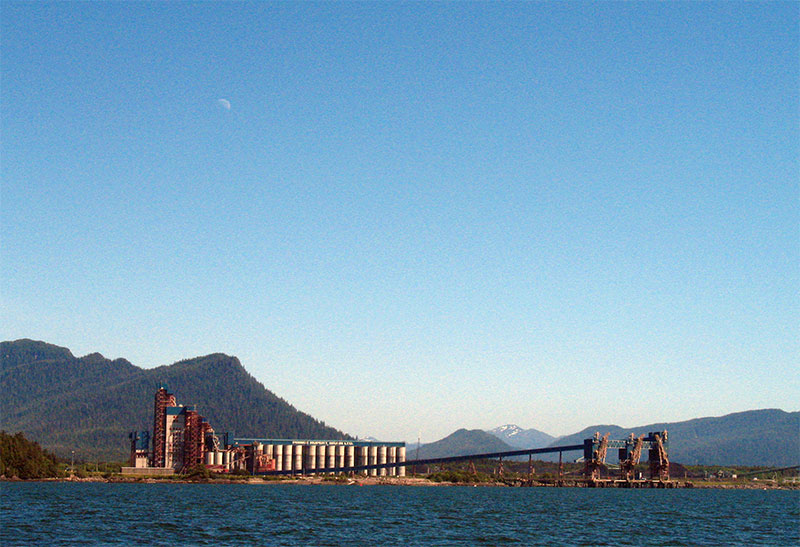
Terminal grain.